# Rheumaptera tremodes
Rheumaptera tremodes är en fjärilsart som beskrevs av Louis Beethoven Prout 1940. Rheumaptera tremodes ingår i släktet Rheumaptera och familjen mätare. Inga underarter finns listade.